# Кубок Греции по футболу 2010/2011
Кубок Греции по футболу 2010/2011 годов (греч. Κύπελλο Ελλάδος 2010/2011) — 69-й розыгрыш Кубка Греции по футболу.

## Пятый раунд
| Дата       | Хозяева          | Счёт | Гости        |
| ---------- | ---------------- | ---- | ------------ |
| 21.12.2010 | Олимпиакос Волос | 2:0  | Пансерраикос |
| 21.12.2010 | Атромитос        | 1:0  | Кавала       |
| 22.12.2010 | ПАОК             | 2:1  | ПАС Янина    |
| 22.12.2010 | Астерас Триполи  | 0:1  | Олимпиакос   |
| 22.12.2010 | Панатинаикос     | 3:2  | Трикала      |
| 23.12.2010 | Лариса           | 0:4  | АЕК Афины    |

| Дата 1 матча | Дата 2 матча | Хозяева         | Счёт 1 матча | Счёт 2 матча      | Гости    |
| ------------ | ------------ | --------------- | ------------ | ----------------- | -------- |
| 23.12.2010   | 12.1.2011    | Этникос Астерас | 1:1          | 0:1               | Диагорас |
| 23.12.2010   | 12.1.2011    | Ираклис         | 1:1          | 0:0 (по пен. 3:5) | Керкира  |

## 1/4 финала
| Дата 1 матча | Дата 2 матча | Хозяева      | Счёт 1 матча | Счёт 2 матча | Гости            |
| ------------ | ------------ | ------------ | ------------ | ------------ | ---------------- |
| 18.1.2011    | 3.2.2011     | Керкира      | 0:2          | 2:1          | Олимпиакос Волос |
| 19.1.2011    | 2.2.2011     | Олимпиакос   | 1:1          | 0:1          | ПАОК             |
| 19.1.2011    | 2.2.2011     | Панатинаикос | 0:2          | 3:2          | АЕК Афины        |
| 20.1.2011    | 3.2.2011     | Атромитос    | 2:0          | 1:0          | Диагорас         |

## 1/2 финала
| Дата 1 матча | Дата 2 матча | Хозяева   | Счёт 1 матча | Счёт 2 матча | Гости            |
| ------------ | ------------ | --------- | ------------ | ------------ | ---------------- |
| 2.3.2011     | 16.3.2011    | Атромитос | 2:1          | 0:0          | Олимпиакос Волос |
| 2.3.2011     | 16.3.2011    | АЕК Афины | 0:0          | 1:0          | ПАОК             |

## Финал
| Дата      | Хозяева   | Счёт | Гости     |
| --------- | --------- | ---- | --------- |
| 30.4.2011 | Атромитос | 0:3  | АЕК Афины |